# August 1991
Acest articol este generat integral pe baza informațiilor din articolul 1991 și este actualizat periodic de un robot.
 Editările făcute în articol vor fi șterse la următoarea actualizare! Dacă doriți să faceți modificări, editați articolul-sursă.

ianuarie -
februarie -
martie -
aprilie -
mai -
iunie -
iulie -
august -
septembrie -
octombrie -
noiembrie -
decembrie
August 1991 a fost a opta lună a anului și a început într-o zi de joi.

## Evenimente
- 7 august: Shapour Bakhtiar, fostul prim-ministru al Iranului este asasinat.
- 19 august: Prăbușirea Uniunii Sovietice: Președintele Mihail Gorbaciov (aflat în vacanță în Crimeea) este pus sub arest la domiciliu și se încearcă restaurarea statului unional.
- 20 august: Estonia își declară independența față de Uniunea Sovietică.
- 21 august: Lovitura de stat din Uniunea Sovietică a eșuat, organizatorii au fost arestați și Gorbaciov s-a reîntors ca președinte al Uniunii Sovietice.
- 21 august: Letonia își declară independența față de Uniunea Sovietică.
- 22 august: Reîntroducerea drapelului de stat tricolor al Rusiei. Ziua drapelului de stat al Federației Ruse.
- 24 august: Ucraina își declară independența față de Uniunea Sovietică.
- 27 august: Republica Moldova își declară independența față de Uniunea Sovietică.
- 30 august: Azerbaidjan își declară independența față de Uniunea Sovietică.
- 31 august: Kârgâzstan și Uzbekistan își declară independența față de Uniunea Sovietică.

## Nașteri
- 4 august: Jelena Trifunović, handbalistă sârbă
- 5 august: Esteban Gutiérrez, pilot mexican de Formula 1
- 5 august: Andreas Weimann, fotbalist austriac
- 8 august: David Lazăr, fotbalist român
- 8 august: Joël Matip, fotbalist camerunez
- 8 august: David Lazar, fotbalist român
- 9 august: Antonio Asanović, fotbalist croat
- 9 august: Alexa Bliss, wrestleriță americană
- 11 august: Cristian Tello, fotbalist spaniol (atacant)
- 15 august: Filip Mladenović, fotbalist sârb
- 17 august: Simone Böhme, handbalistă daneză
- 19 august: Matyas Szabo, scrimer german
- 22 august: Irina Rimes, cântăreață română, născută în Republica Moldova

## Decese
- 1 august: Yusuf Idris, 64 ani, scriitor egiptean (n. 1927)
- 7 august: Kalina Jędrusik, 60 ani, actriță poloneză de teatru și film, cântăreață și artistă de cabaret (n. 1931)
- 9 august: Cella Delavrancea, 103 ani, pianistă și scriitoare română (n. 1887)
- 14 august: Alfred Kittner, 84 ani, scriitor german (n. 1906)
- 15 august: Eduardo Herrera Bueno, 77 ani, fotbalist spaniol (n. 1914)
- 21 august: Eugen Jebeleanu, 80 ani, poet român (n. 1911)
- 27 august: Nicolae Brancomir, 87 ani, actor român (n. 1904)
- 30 august: Alan Wheatley, 84 ani, actor britanic (n. 1907)